# Orgel des Camminer Doms
Die Orgel des Camminer Doms ist ein Neubau von Władysław Cepka von 2004. Sie ist eine Rekonstruktion der Orgel von Michael Berigel von 1672, deren Barockprospekt und einige kleine Teile erhalten sind.

## Geschichte

### Erste Orgeln
Für das Jahr 1382 ist die älteste Erwähnung einer Orgel im Camminer Dom bekannt. 1433 wurde ein Organist genannt.
Während der Reformation 1535 in Pommern war die Orgel gerade in Reparatur.
Adrian Zickermann (Sickermann) baute 1580 ein neues Instrument mit 60 Registern und 2660 Pfeifen. Schon 1594 bis 1597 war eine umfassende Reparatur nötig. 1628 fanden Umbauten mit einer Veränderung der Disposition und neuen Pfeifen statt. Bei einem Feuer 1630 im Turm wurde wahrscheinlich auch die Orgel in Mitleidenschaft gezogen.

### Neubau 1670–1672 von Michael Berigel

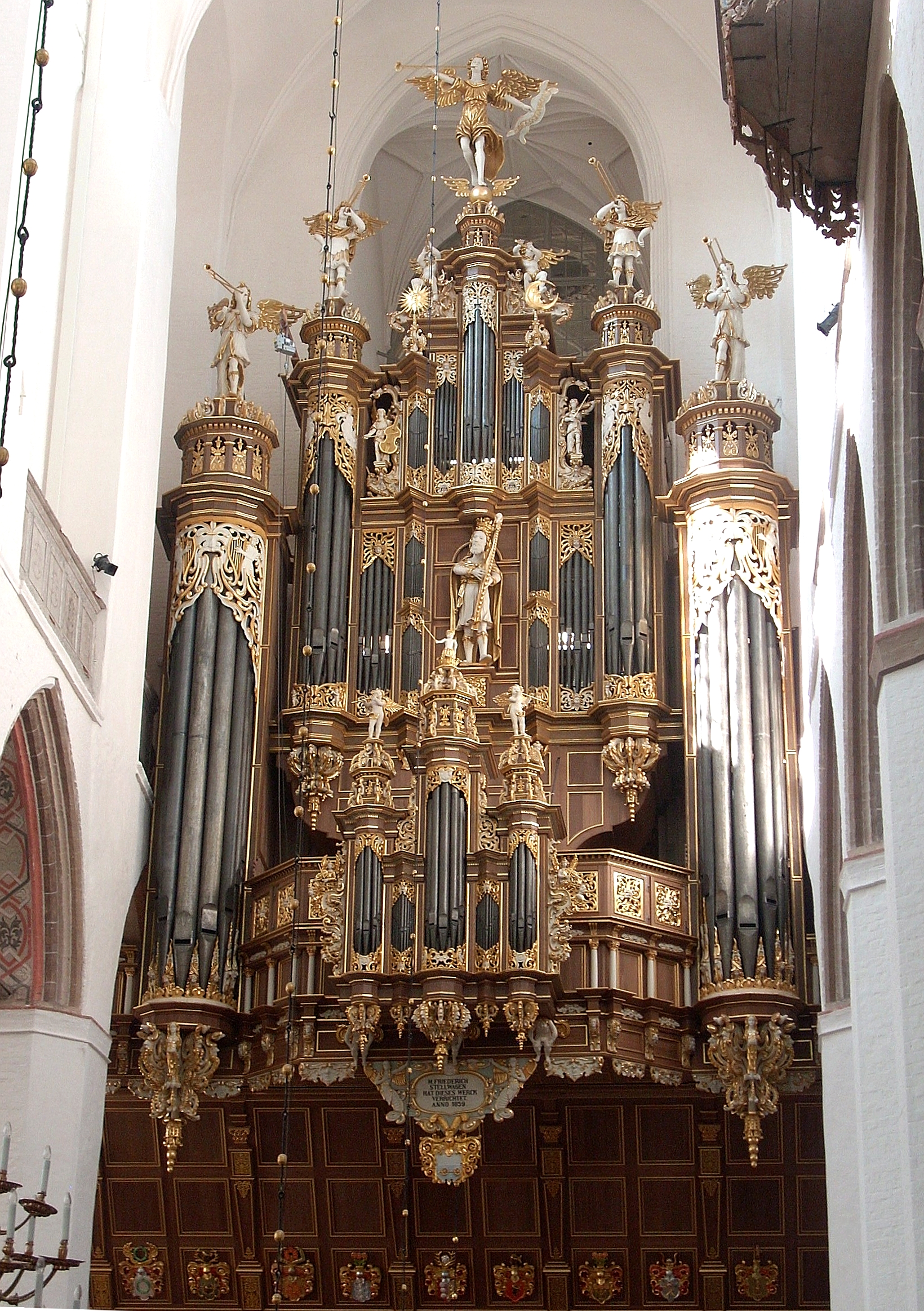
Stellwagen-Orgel in St. Marien in Stralsund als Vorbild

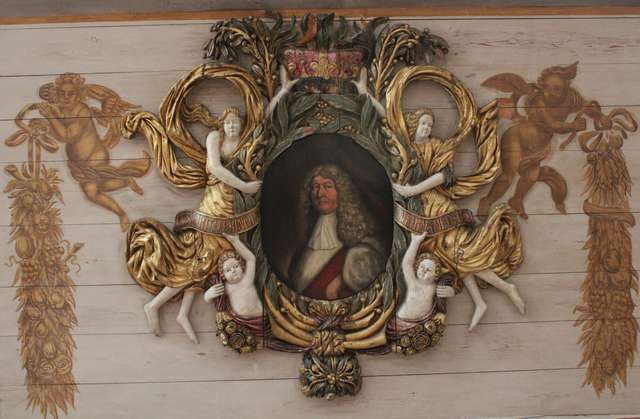
Bildnis von Ernst Bogislaw von Croÿ an der Orgel

Der Statthalter Ernst Bogislaw von Croÿ plante den Bau einer neuen Orgel. 1669 war zunächst  Friedrich Breyer beauftragt worden, dieser trat jedoch dann  zurück. 1670 begann Michael Berigel mit dem Bau des neuen Instruments. 1672 war es fertiggestellt.  Es war sowohl vom Klangkonzept als auch vom Werkaufbau und der Prospektgestaltung stark von der Orgel der Stralsunder Marienkirche beeinflusst, die sein Schwiegervater Friedrich Stellwagen gebaut hatte, und an der Berigel mitgearbeitet haben muss, wenn man seine Detailkenntnisse berücksichtigt.  Croÿ soll 4000 Thaler für den Bau bezahlt haben, was einem Wert von 90 Kilogramm reinem Silber entsprach.
Die Bildhauer, die den Gehäuseschmuck anfertigten, waren Martin Edelber (Schleierwerke, Flachreliefs, Konsolen u. a.) und Johann Grundman aus Frankfurt (Oder) (elf Plastiken u. a.).
Das erste Konzert fand am ersten Sonntag im Advent 1672 statt.
Die Plastiken Grundmans wurden erst 1683 auf den Sockeln befestigt. In diesem Jahr wurde der Maler Johann Schmidt aus Stargard beauftragt, den Orgelprospekt zu fassen und zu vergolden und versilbern. Im Jahr 1692 wurde nach dem Tod des Stifters Croÿ dessen Wappen an der Orgelkonsole angebracht.
Von der Berigel-Orgel von 1672 haben sich bis heute erhalten:
- (verändertes) Gehäuse (von den Rückwänden Reste im oberen Teil des Rückpositivs, innere Seitenwände der Pedaltürme)
- Gehäuseornamentik und farbliche Fassung
- Prospektpfeifen vom Hauptwerk (Principal 8′)
- Prospektpfeifen vom Rückpositiv (Principal 4′)
- Prospektpfeifen vom Oberwerk (Principal 4′)
- Prospektpfeifen vom Pedal (Principal 16′) im nördlichen Pedaltrum

### Umbauten und Reparaturen 1696–1848
Bereits 1696 fanden erste Korrekturen durch Philipp Treikel statt. 1726 war Held mit Reparaturen beschäftigt. 1787 fand eine weitere statt.
 Disposition von 1790
Um 1790 hatte die Orgel folgende Disposition
| I Rückpositiv [CD–c3?] |     |
| Gedackt                | 8′  |
| Quintaden              | 8′  |
| Principal              | 4′  |
| Blockflöte             | 4′  |
| Superoctava            | 2′  |
| Scharff                | [?] |
| Dulcian Regahl         | 8′  |

| II Hauptwerk [CD–c3?] |            |
| Bordun                | 16′        |
| Principal             | 8′         |
| Gemshorn              | 8′         |
| Gedackt               | 8′         |
| Octava                | 4′         |
| Gemshorn              | 4′         |
| Rohrflöte             | 4′         |
| Hol Qvint             | 3′         |
| Sexquialtera          | [2⅔′+1⅗'?] |
| Mixtur                | [?]        |
| Cimbel                | [?]        |
| Tromb                 | 8′         |

| III Oberwerk [CD–c3?] |       |
| Grobgedackt           | 8′    |
| Principal             | 4′    |
| Gedackt               | 4′    |
| Nasat                 | 3′    |
| Superoctava           | 2′    |
| Sivlitt               | [1′?] |
| Cimbel                | [?]   |
| Knop Regahl           | 8′    |

| Pedal [C–c1?] |     |
| Principal     | 16′ |
| Gedackt       | 16′ |
| Octava        | 8′  |
| Gedackt       | 8′  |
| Octava        | 4′  |
| Superoctava   | 2′  |
| Posaun        | 16′ |
| Sorduhn       | 16′ |
| Tromb         | 8′  |
| Cornett       | 4′  |

- Cymbelstern

Georg Friedrich Grüneberg reparierte 1800 das Instrument.
Weitere Ausbesserungen und Umbauten fanden 1817, 1820, 1828, 1830 und 1848, zuletzt durch Friedrich Wilhelm Kalrschmidt statt.
Disposition von 1868
1868 wurde folgende Disposition beschrieben.
| I Rückpositiv CD–c3 |    |
| Gedackt             | 8′ |
| Quintatöna          | 8′ |
| Principal           | 4′ |
| Blockflöte          | 4′ |
| Salicional          | 4′ |
| Nasat               | 3′ |
| Principal           | 2′ |
| Mixtur III          |    |
| Dulcian             | 8′ |
| Cymbelstern         |    |

| II Hauptwerk CD–c3 |     |
| Bordun             | 16′ |
| Principal          | 8′  |
| Hohlflöte          | 8′  |
| Gedackt            | 8′  |
| Gamba              | 8′  |
| Octava             | 4′  |
| Rohrflöte          | 4′  |
| Quinta             | 3′  |
| Octava             | 2′  |
| Mixtur III–IV      |     |
| Trompet            | 8′  |
| Cymbelstern        |     |

| III Oberwerk CD–c3 |    |
| Gedackt            | 8′ |
| Salicional         | 8′ |
| Flauto traverse    | 8′ |
| Viola d’amour      | 8′ |
| Principal          | 4′ |
| Flöte              | 4′ |
| Waldflöte          | 2′ |
| Mixtur III         |    |

| Pedal C–c1 |     |
| Principal  | 16′ |
| Subbaß     | 16′ |
| Violon     | 8′  |
| Gedackt    | 8′  |
| Baßflöte   | 8′  |
| Octava     | 4′  |
| Octava     | 2′  |
| Posaune    | 16′ |
| Trompete   | 8′  |
| Tremulant  |     |

- Koppeln: I/II, III/II
- Calcantenglocke
- 4 Sperrventile
- 6 Bälge

### Neubau 1888 von Barnim Grüneberg

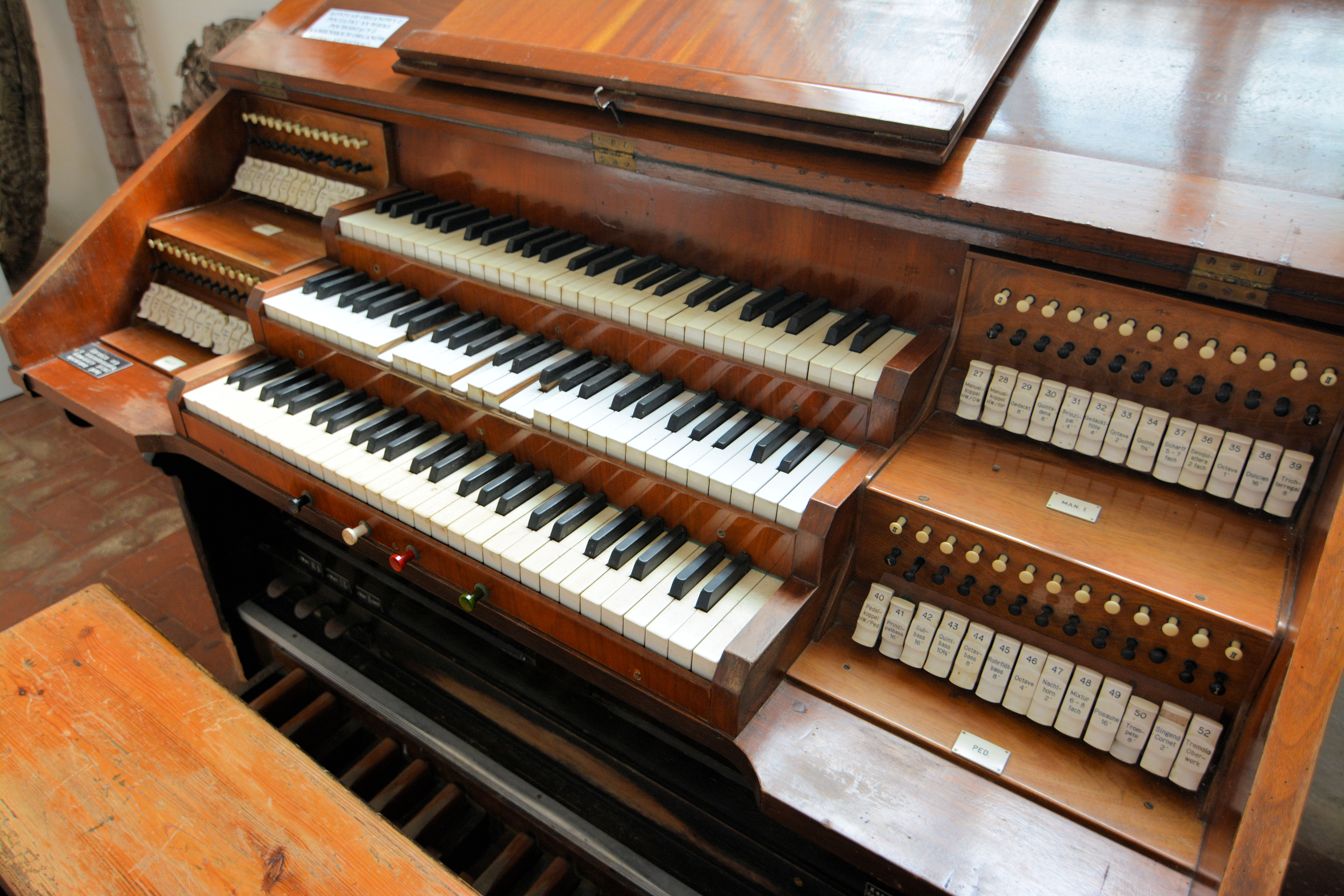
Spieltisch von 1888, heute im Museum am Dom

1888 wurde die Orgel durch einen Neubau aus der Werkstatt von Barnim Grüneberg ersetzt. Diese hatte 44 Stimmen mit folgender Disposition:
| I Hauptwerk C– |          |
| Principal      | 16′      |
| Quintatön      | 16′      |
| Principal      | 8′       |
| Flöte          | 8′       |
| Viola di Gamba | 8′       |
| Gemshorn       | 8′       |
| Bordun         | 8′       |
| Nassard        | 5 1⁄3′   |
| Oktave         | 4′       |
| Rohrflöte      | 4′       |
| Gemshorn       | 4′       |
| Rauschquinte   | 2 ⁄3′+2′ |
| Cornett IV     |          |
| Mixtur V       |          |
| Trompete       | 8′       |

| II Oberwerk C–             |       |
| Bordun                     | 16′   |
| Principal                  | 8′    |
| Salicional                 | 8′    |
| Rohrflöte                  | 8′    |
| Flöte (überblasend)        | 8′    |
| Principal                  | 4′    |
| Spitzflöte                 | 4′    |
| Nassard                    | 2 ⁄3′ |
| Flautino                   | 2′    |
| Progressiv Harmonica II–IV |       |
| Oboe                       | 8′    |

| III Fernwerk (Schweller) C– |     |
| Lieblich Gedackt            | 16′ |
| Geigenprincipal             | 8′  |
| Liebesflöte                 | 8′  |
| Engelstimme                 | 8′  |
| Lieblich Gedackt            | 8′  |
| Aeoline                     | 8′  |
| Himmelstimme                | 8′  |
| Fugara                      | 4′  |
| Flauto Traverso             | 4′  |
| Clarinette                  | 8′  |

| Pedal C–     |         |
| Untersatz    | 32′     |
| Principalbaß | 16′     |
| Violonbaß    | 16′     |
| Subbaß       | 16′     |
| Quintbaß     | 10 2⁄3′ |
| Octavbaß     | 8′      |
| Violoncell   | 8′      |
| Baßflöte     | 8′      |
| Octave       | 4′      |
| Posaune      | 16′     |
| Trompete     | 8′      |

Pläne, das Instrument im Stile der Orgelbewegung umzubauen, wurden wegen des ausbrechenden Zweiten Weltkrieges nicht umgesetzt. 1941 fanden noch einmal Reparaturen durch Felix Grüneberg statt.
Am Ende des Krieges, als sich die Front der Stadt näherte, plante man den Abbau des Instruments und die Auslagerung ins Innere des Reiches. Dieses wurde jedoch nicht mehr umgesetzt. 1945 wurde das Instrument erheblich beschädigt, 90 Prozent des Orgelwerkes wurden zerstört.
Nach dem Ende des Krieges wurde der barocke Charakter des Instruments durch Kurt Berendt wieder hergestellt. Die fehlenden Pfeifen wurden ergänzt. 1964 fanden umfangreiche Umbauten durch Zygmunt Kamiński statt. 1992 schlug er eine weitest mögliche Rekonstruktion der Beriegelschen Orgel von 1672 vor, was jedoch nicht umgesetzt wurde.

## Neubau 2003–2004 von Władysław Cepka
In den Jahren 2003 bis 2004 fanden umfangreiche Erneuerungsarbeiten durch Władysław Cepka statt, die einem rekonstruierenden Neubau gleichkamen. Dabei wurde ein neuer Spieltisch eingebaut, der vorherige befindet sich im Museum der Kathedrale. Bei den Arbeiten wurde die Gehäusekonstruktion beschädigt und das moderne Innenwerk auf einer Stahlträgerkonstruktion hinter der alten Gehäusefront mit den historischen Prospektpfeifen montiert. Die Disposition orientiert sich an der Orgel von 1672.
Disposition
| I Rückpositiv C– |       |
| Gedackt          | 8′    |
| Quintadena       | 8′    |
| Prinzipal        | 4′    |
| Gedacktflöte     | 4′    |
| Octave           | 2′    |
| Quinte           | 1 ⁄3′ |
| Sesquialtera II  |       |
| Scharff IV–V     |       |
| Krummhorn        | 8′    |

| II Hauptwerk C– |       |
| Quintadena      | 16′   |
| Prinzipal       | 8′    |
| Spillpfeife     | 8′    |
| Gedackt         | 8′    |
| Octave          | 4′    |
| Hohlflöte       | 4′    |
| Rohrflöte       | 4′    |
| Quinte          | 2 ⁄3′ |
| Octave          | 2′    |
| Rauschquinte II |       |
| Mixtur VI–VIII  |       |
| Trompete        | 8′    |
| Clarine         | 4′    |

| III Oberwerk C– |        |
| Prinzipal       | 8′     |
| Koppelflöte     | 8′     |
| Octave          | 4′     |
| Gemshorn        | 4′     |
| Nasat           | 2 ⁄3′  |
| Blockflöte      | 2′     |
| Terz            | 1 3⁄5′ |
| Scharff IV–VI   |        |
| Cymbel III      |        |
| Dulzian         | 16′    |
| Bärpfeife       | 8′     |
| Schalmey        | 4′     |
|                 |        |
| Tremulant       |        |

| Pedal C–       |         |
| Prinzipalbass  | 16′     |
| Subbass        | 16′     |
| Quintbass      | 10 2⁄3′ |
| Octavbass      | 8′      |
| Rohrflötenbass | 8′      |
| Octave         | 4′      |
| Nachthorn      | 2′      |
| Mixtur IV      |         |
| Posaune        | 16′     |
| Trompete       | 8′      |

- Koppeln: I/II, III/II, I/P, II/P, III/P